# 피냐 콜라다

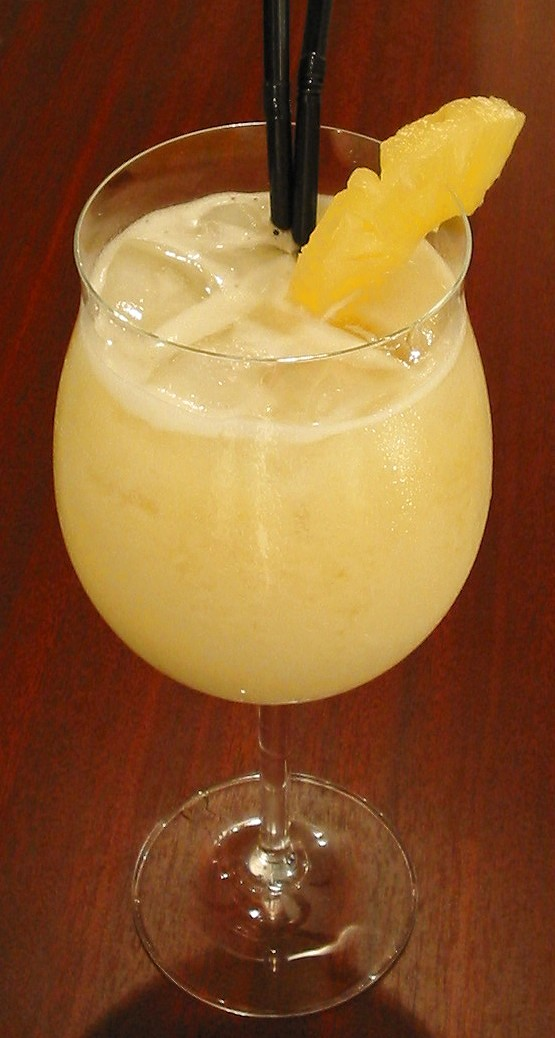
피냐 콜라다

피냐 콜라다(piña colada)는 칵테일의 한 종류이다. 럼을 기반으로, 파인애플 주스와 코코넛 밀크를 부순 얼음과 함께 흔들어 만드는 롱 드링크이다. 단맛이 강하다.